# Chris Fydler
Christopher ("Chris") John Fydler, né le 8 novembre 1972 à Sydney, est un ancien nageur australien spécialiste des épreuves de sprint en nage libre. Membre régulier des relais australiens durant les années 1990, le nageur est champion olympique en 2000 et triple champion olympique. Toujours au sein de relais, il a battu deux records du monde durant sa carrière.

## Biographie
Chris Fydler fait sa première apparition en équipe nationale à l'occasion des championnats pan-pacifiques 1989 organisés à Tokyo. L'année suivante, il remporte son premier titre international en relais lors des jeux du Commonwealth. En 1992, Fydler participe aux Jeux olympiques de Barcelone mais n'obtient aucune récompense. En effet, sur 100 m nage libre, l'Australien doit se contenter d'une finale B ; avec les relais 4 × 100 m nage libre et 4 × 100 m 4 nages, Fydler ne fait pas mieux que septième. Quatre années plus tard à Atlanta, le nageur ne participe qu'au relais 4 × 100 m nage libre et, là encore, il doit se contenter d'une sixième place finale. Entretemps, il s'était distingué individuellement aux championnats pan-pacifiques 1995 en remportant deux médailles de bronze.
En 1998, le nageur remporte le premier de ses trois titres mondiaux, le seul en grand bassin à l'occasion des championnats du monde organisés à Perth. L'année suivante, il décroche ses deux autres médailles d'or mondiales en petit bassin à Hong Kong avant de participer en 2000 à ses troisièmes et derniers Jeux olympiques, un événement se déroulant à Sydney. Le nageur australien obtient sa qualification aussi bien individuellement qu'en relais. Lors de ces jeux, le relais 4 × 100 m nage libre est le premier rendez-vous dans lequel nage Chris Fydler. Lancé de la meilleure des façons par Michael Klim puisque celui-ci bat le record du monde du 100 mètres, Chris Fydler conserve six dixièmes de seconde d'avance sur le quatuor américain après son relais. Ashley Callus et Ian Thorpe parachèvent la victoire australienne en établissant un nouveau record du monde. Dans leur pays, les Australiens mettent fin à l'invincibilité américaine dans cette épreuve de relais aux Jeux olympiques. À titre individuel, Fydler ne parvient pas à dépasser les demi-finales sur 50 m nage libre à l'inverse du 100 m sur lequel il obtient une huitième place finale.
Reconverti dans l'administration, Chris Fydler occupe un poste au sein du conseil de la Fédération australienne de natation en 2008.

## Palmarès

### Jeux olympiques
- Jeux olympiques de 2000 à Sydney (Australie) :
  -  Médaille d'or au titre du relais 4 × 100 m nage libre (3 min 13 s 67, record du monde).

### Championnats du monde
- Championnats du monde 1998 à Perth (Australie) :
  -  Médaille d'or au titre du relais 4 × 100 m quatre nages.
  -  Médaille d'argent au titre du relais 4 × 100 m nage libre.

- Championnats du monde en petit bassin 1999 à Hong Kong (Chine) :
  -  Médaille d'or au titre du relais 4 × 100 m nage libre.
  -  Médaille d'or au titre du relais 4 × 100 m quatre nages (3 min 29 s 88, record du monde).

### Championnats pan-pacifiques
- Championnats pan-pacifiques 1991 à Edmonton (Canada) :
  -  Médaille d'argent sur 100 m nage libre.

- Championnats pan-pacifiques 1993 à Kobe (Japon) :
  -  Médaille d'argent sur 100 m nage libre.

- Championnats pan-pacifiques 1995 à Atlanta (États-Unis) :
  -  Médaille de bronze sur 50 m nage libre.
  -  Médaille de bronze sur 100 m nage libre.

- Championnats pan-pacifiques 1999 à Sydney (Australie) :
  -  Médaille d'or au titre du relais 4 × 100 m nage libre.
  -  Médaille de bronze sur 100 m nage libre.